# Bellotův průliv
Bellotův průliv, anglicky Bellot Strait, je průliv v kanadském teritoriu Nunavut, odděluje pevninskou část Kanady od ostrova Somerset a spojuje od východu záliv Boothia s Franklinovým průlivem.
Severní pobřeží průlivu strmě stoupá až do výšky kolem 450 metrů nad mořem, jižní pobřeží vystupuje do výšky kolem 750 metrů. Proudy v průlivu dosahují rychlosti 15 km/h a často mění svůj směr. Průliv bývá zaplněn malými krami, které jsou nebezpečné proplouvajícím lodím.
Prvně roku 1852 spatřila Bellotův průliv posádka lodi Prince Albert, která se plavila pod velením kapitána Williama Kennedyho. Průliv byl pojmenován po J.-R. Bellotovi, který byl účastníkem Kennedyho záchranné výpravy, jež pátrala po ztracené arktické výpravě Johna Franklina. Poprvé průlivem v roce 1937 proplula od západu loď Společnosti Hudsonova zálivu Aklavik vedená Scotty Gallem.
Obchodní stanice Fort Ross ležící na severním pobřeží byla založena v roce 1937.